# Jaltomata repandidentata
Jaltomata repandidentata ist eine Pflanzenart aus der Gattung Jaltomata in der Familie der Nachtschattengewächse (Solanaceae). 

## Beschreibung
Jaltomata repandidentata ist eine krautige Pflanze mit einer Höhe von bis zu 1 Meter. Die Stängel sind gewinkelt. Die Laubblätter sind membranartig und werden bis zu 20 Zentimeter lang.
Der Kelch ist gleichmäßig grün gefärbt. Die Krone ist radförmig. Sowohl Kelch als auch Krone sind auf der Außenseite mit winzigen Drüsen besetzt. Die Staubfäden sind gebogen bis s-förmig, die Größe der Staubbeutel unterscheidet sich innerhalb einer Blüte. Am ersten Tag der Blütezeit sind die Staubbeutel geschlossen, sie öffnen sich erst am zweiten Tag, gleichzeitig verlängern sich auch die Staubfäden. Der Griffel ist gebogen. Die Narbe ist leicht eingekerbt bis zweilappig.
Die Frucht ist eine purpurn bis schwarze Beere, sie wird vom Kelch nicht vollständig umschlossen.

## Verbreitung und Standorte
Das Verbreitungsgebiet der Art reicht von Mexiko bis nach Bolivien. Die Standorte liegen in Höhenlagen zwischen 400 und 1200 Meter.